# Birgit Õigemeel
Birgit Õigemeel (Kohila, 24. rujna 1988.) je estonska pjevačica, najpoznatija kao predstavnica Estonije na Pjesmi Eurovizije 2013. godine s pjesmom "Et uus saaks alguse" te kao pobjednik treće sezone emisije Eesti otsib superstaari